# Großsteingrab Gerichtsstätte
Het Großsteingrab Gerichtsstätte is een hunebed uit het neolithicum in de gemeente Dötlingen in het Landkreis Oldenburg, Nedersaksen. 
De megaliet werd tussen 3500 en 2800 v.Chr. gebouwd en is een ganggraf van de Trechterbekercultuur. Het hunebed is ook bekend onder Sprockhoff-nr. 945 en werd vroeger ook der Steinberg genoemd. Het hunebed is onderdeel van de Straße der Megalithkultur.
Het hunebed met Sprockhoff-catalogusnummer 945 ligt aan de straat „Zum Sande“ in Aschenstedt, 2 kilometer ten oosten van de dorpskern van Dötlingen en 1,5 kilometer noordoostelijk van de Hunte.

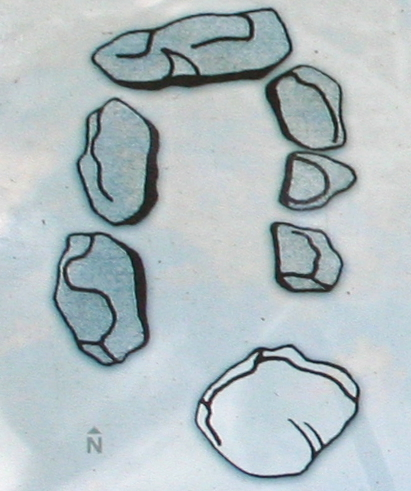
Plattegrond van het behouden gedeelte

De noord-zuid georiënteerde kamer is 4 meter lang en 1,5 meter breed en de buitenste maten zijn 4,6 meter lang bij 3,5 meter breed. Vijf draagstenen, een sluitsteen en een deksteen (die naast de toegang ligt) zijn bewaard gebleven. 
In de 18e eeuw werd op deze plek recht gesproken over plaatselijke zaken. De eigenaar van het nabijgelegen Hof Aschenbeck hield ten minste tussen 1742 en 1812 Holzgericht (vergelijk de door de marken benoemde holtrichters op de Veluwe in Nederland) over Waldfrevel (schade aan de bossen en de houtoogst). Het kwam vaak voor dat hunebedden werden gebruikt als verzamelplaats voor vergaderingen en als rechtbank.
In Naturpark Wildeshauser Geest en de directe omgeving liggen nog 36 soortgelijke hunebedden.

## Weblinks
- Großsteingrab „Gerichtsstätte“ in der Gemeinde Dötlingen
- 48. Gerichtsstätte. In: Großsteingräber bei Dötlingen (private Seite)
- Großsteingrab "Gerichtsstätte", Siedlung Aschenbeck, Dötlingen bei Wildeshausen (private Seite)